# Kaspar Otto von Massow
Kaspar Otto von Massow (* 21. März 1665 in Woblanse, Hinterpommern; † 12. Juni 1736 in Stettin) war ein preußischer Verwaltungsbeamter und Kriegsminister.

## Leben
Kaspar Otto von Massow stammte aus der pommerschen Adelsfamilie Massow. Er war der Sohn des Landrates des Stolper Kreises Kaspar Ewald von Massow (1629–1694) und dessen Frau Katharina, der Tochter des Geheimen Rates Georg von Zitzewitz. Er besuchte das Gymnasium in Neustettin und studierte anschließend Rechts- und Staatswissenschaften an den Universitäten Wittenberg, Helmstedt und Leiden. Gemeinsam mit seinem älteren Bruder Jürgen Christoph unternahm er in den Jahren 1685 bis 1688 Bildungsreisen nach Frankreich, England und Italien. 1692 kam er als Rat an das pommersche Hofgericht in Stargard. Von  1701 bis 1726 wirkte er als Amtshauptmann des ländlichen Verwaltungsbezirks Amt Rügenwalde. Der Soldatenkönig übertrug ihm nach dem Erwerb Stettins und Vorpommerns bis zur Peene die Leitung aller vorpommerschen und hinterpommerschen Landeskollegien. Ausgenommen war lediglich das Justizwesen, das von Philipp Otto von Grumbkow verwaltet wurde. Massow war am Wiederaufbau der im Nordischen Krieg schwer in Mitleidenschaft gezogenen pommerschen Lande wesentlich beteiligt und wurde als Anerkennung seiner Verdienste zum Geheimen Etats- und Kriegsminister ernannt. Mit organisatorischem Geschick gliederte er das von Schweden erworbene Gebiet Vorpommerns (Altvorpommern) in die preußische Verwaltung ein. Im Jahr 1723 wurde Massow zum Oberpräsidenten von Pommern ernannt. Im selben Jahr wurde der Amtssitz der Verwaltung von Stargard nach Stettin verlegt. Während seiner letzten Amtsjahre führte Massow eine Verwaltungsreform durch. Die Ämter und Landvogteien wurden aufgelöst, und die Landräte wurden zu Verwaltungschefs ihrer Kreises bestimmt.

### Familie
Er heiratete 1694 Marie Charlotte von Canitz (1680–1737), Tochter des Geheimen Rates Joachim von Canitz und der Anna Elisabeth von Weyler. Er hatte mit ihr zwei Söhne und vier Töchter, darunter:
- Joachim Ewald (1697–1769), Minister für Schlesien ⚭ Elisabeth Sophia von Massow (1707–1778)
- Luise Juliane, Hofdame der Herzogin von Braunschweig-Lüneburg ⚭  1737 Christoph von Heimburg
- Katharina Elisabeth (1683–1723) ⚭ 1714 Peter Heinrich von Wobeser (1683–1753), Kammerpräsident